# General Scărișoreanu
General Scărișoreanu (antiguamente Enghez) es una localidad rumana de la comuna de Amzacea, en el condado de Constanța.

## Toponimia
El antiguo nombre del lugar puede encontrarse escrito como Enghez. Pasó a llamarse General Scarișoreanu.

## Historia
Hacia finales del siglo XIX, la antigua comuna de Enghez, que ya por entonces pertenecía al condado de Constanța, estaba compuesta por las localidades de Enghez-Mare (401 hab.), Enghez-Mic (36 hab.) y Cassicci y tenía contabilizada en su conjunto una población de 743 habitantes, compuesta por turcos, búlgaros y alemanes.
En la segunda mitad del siglo XX la localidad de General Scărișoreanu había pasado a formar parte de la comuna de Amzacea. En el censo de 2021 la localidad tenía una población de 894 habitantes.